# 2025–2026-os angol labdarúgó-bajnokság (átigazolások)
Ezen szócikkben a 2025–2026-os angol labdarúgó-bajnokság első osztályában történt átigazolások vannak felsorolva, csapatokra lebontva.
Frissítve: 2025. augusztus 17.

## Statisztika
| Csapat                  | Nyári időszak  | Nyári időszak  | Nyári időszak   | Téli időszak  | Téli időszak | Téli időszak | Összesen        |
| Csapat                  | Költekezés     | Bevétel        | Különbség       | Költekezés    | Bevétel      | Különbség    | Összesen        |
| ----------------------- | -------------- | -------------- | --------------- | ------------- | ------------ | ------------ | --------------- |
| Bournemouth             | €77 400 000    | €229 760 000   | €152 360 000    |               |              |              | €152 360 000    |
| Brighton & Hove Albion  | €80 000 000    | €121 700 000   | €41 700 000     | €41 700 000   |              |              |                 |
| Wolverhampton Wanderers | €79 000 000    | €115 000 000   | €36 000 000     | €36 000 000   |              |              |                 |
| Fulham                  | €500 000       | €0             | €−500 000       | €−500 000     |              |              |                 |
| Brentford               | €98 700 000    | €97 600 000    | €−1 100 000     | €−1 100 000   |              |              |                 |
| Crystal Palace          | €2 300 000     | €1 150 000     | €−1 150 000     | €−1 150 000   |              |              |                 |
| West Ham United         | €82 800 000    | €63 800 000    | €−19 000 000    | €−19 000 000  |              |              |                 |
| Nottingham Forest       | €141 900 000   | €118 870 000   | €−23 030 000    | €−23 030 000  |              |              |                 |
| Aston Villa             | €37 000 000    | €7 000 000     | €−30 000 000    | €−30 000 000  |              |              |                 |
| Chelsea                 | €279 650 000   | €231 950 000   | €−47 700 000    | €−47 700 000  |              |              |                 |
| Newcastle United        | €101 000 000   | €31 000 000    | €−70 000 000    | €−70 000 000  |              |              |                 |
| Leeds United            | €85 400 000    | €6 000 000     | €−79 400 000    | €−79 400 000  |              |              |                 |
| Everton                 | €87 250 000    | €4 000 000     | €−83 250 000    | €−83 250 000  |              |              |                 |
| Burnley                 | €125 650 000   | €35 000 000    | €−90 650 000    | €−90 650 000  |              |              |                 |
| Sunderland              | €153 000 000   | €48 500 000    | €−104 500 000   | €−104 500 000 |              |              |                 |
| Tottenham Hotspur       | €145 600 000   | €35 500 000    | €−110 100 000   | €−110 100 000 |              |              |                 |
| Manchester City         | €176 900 000   | €58 500 000    | €−118 400 000   | €−118 400 000 |              |              |                 |
| Liverpool               | €334 680 000   | €196 300 000   | €−138 380 000   | €−138 380 000 |              |              |                 |
| Arsenal                 | €224 200 000   | €8 000 000     | €−216 200 000   | €−216 200 000 |              |              |                 |
| Manchester United       | €229 700 000   | €0             | €−229 700 000   | €−229 700 000 |              |              |                 |
| Összesen                | €2 542 632 275 | €1 408 480 000 | €−1 134 152 275 |               |              |              | €−1 134 152 275 |

## Arsenal

### Nyári átigazolási időszak

#### Érkezők
| Játékos            | Életkor  | Pozíció     | Honnan        | Összeg       | For.         |
| ------------------ | -------- | ----------- | ------------- | ------------ | ------------ |
| Martín Zubimendi   | 26       | középpályás | Real Sociedad | €70 000 000  | [ 1 ]        |
| Viktor Gyökeres    | 27       | csatár      | Sporting      | €65 800 000  | [ 2 ]        |
| Noni Madueke       | 23       | csatár      | Chelsea       | €56 000 000  | [ 3 ]        |
| Cristhian Mosquera | 21       | hátvéd      | Valencia      | €15 000 000  | [ 4 ]        |
| Christian Nørgaard | 31       | középpályás | Brentford     | €11 600 000  | [ 5 ]        |
| Kepa Arrizabalaga  | 30       | kapus       | Chelsea       | €5 800 000   | [ 6 ]        |
| Összesen           | Összesen | Összesen    | Összesen      | €224 200 000 | €224 200 000 |

#### Távozók
| Játékos            | Életkor  | Pozíció     | Hova          | Összeg        | For.       |
| ------------------ | -------- | ----------- | ------------- | ------------- | ---------- |
| Nuno Tavares       | 25       | hátvéd      | Lazio         | €5 000 000    | [ 7 ]      |
| Marquinhos         | 22       | csatár      | Cruzeiro      | €3 000 000    | [ 8 ]      |
| Thomas Partey      | 32       | középpályás | Villarreal    | €0            | [ 9 ]      |
| Kieran Tierney     | 28       | hátvéd      | Celtic        | €0            | [ 10 ]     |
| Jorginho           | 33       | középpályás | Flamengo      | €0            | [ 11 ]     |
| Tomijaszu Takehiro | 26       | hátvéd      | Nincs csapata | Nincs csapata | [ 12 ]     |
| Összesen           | Összesen | Összesen    | Összesen      | €8 000 000    | €8 000 000 |

## Aston Villa

### Nyári átigazolási időszak

#### Érkezők
| Játékos        | Életkor  | Pozíció  | Honnan         | Összeg      | For.        |
| -------------- | -------- | -------- | -------------- | ----------- | ----------- |
| Evann Guessand | 24       | csatár   | Nice           | €30 000 000 | [ 13 ]      |
| Yasin Özcan    | 19       | hátvéd   | Kasımpaşa      | €7 000 000  | [ 14 ]      |
| Marco Bizot    | 34       | kapus    | Stade Brestois | €?          | [ 15 ]      |
| Összesen       | Összesen | Összesen | Összesen       | €37 000 000 | €37 000 000 |

#### Távozók
| Játékos             | Életkor  | Pozíció     | Hova              | Összeg                  | For.       |
| ------------------- | -------- | ----------- | ----------------- | ----------------------- | ---------- |
| Kaine Kesler-Hayden | 22       | hátvéd      | Coventry City     | €4 000 000              | [ 16 ]     |
| Enzo Barrenechea    | 24       | kötéppályás | Benfica           | €3 000 000 (Kölcsönben) | [ 17 ]     |
| Robin Olsen         | 35       | kapus       | Malmö             | €0                      | [ 18 ]     |
| Philippe Coutinho   | 33       | középpályás | Vasco da Gama     | €0                      | [ 19 ]     |
| Filip Marschall     | 22       | kapus       | Stevenage         | €?                      | [ 20 ]     |
| Oliwier Zych        | 21       | kapus       | Raków Częstochowa | Kölcsönben              | [ 21 ]     |
| Joe Gauci           | 25       | kapus       | Port Vale         | Kölcsönben              | [ 22 ]     |
| Yasin Özcan         | 19       | hátvéd      | Anderlecht        | Kölcsönben              | [ 23 ]     |
| Kortney Hause       | 29       | hátvéd      | Nincs klubja      | Nincs klubja            | [ 24 ]     |
| Összesen            | Összesen | Összesen    | Összesen          | €7 000 000              | €7 000 000 |

## Bournemouth

### Nyári átigazolási időszak

#### Érkezők
| Játékos         | Életkor  | Pozíció  | Honnan        | Összeg      | For.        |
| --------------- | -------- | -------- | ------------- | ----------- | ----------- |
| Bafodé Diakité  | 24       | hátvéd   | Lille         | €35 000 000 | [ 25 ]      |
| Đorđe Petrović  | 25       | kapus    | Chelsea       | €28 900 000 | [ 26 ]      |
| Adrien Truffert | 23       | hátvéd   | Stade Rennais | €13 500 000 | [ 27 ]      |
| Összesen        | Összesen | Összesen | Összesen      | €77 400 000 | €77 400 000 |

#### Távozók
| Játékos         | Életkor  | Pozíció     | Honnan              | Összeg       | For.         |
| --------------- | -------- | ----------- | ------------------- | ------------ | ------------ |
| Illja Zabarnij  | 22       | hátvéd      | Paris Saint-Germain | €63 000 000  | [ 28 ]       |
| Dean Huijsen    | 20       | hátvéd      | Real Madrid         | €62 500 000  | [ 29 ]       |
| Kerkez Milos    | 21       | hátvéd      | Liverpool           | €46 900 000  | [ 30 ]       |
| Dango Ouattara  | 23       | csatár      | Brentford           | €42 800 000  | [ 31 ]       |
| Jaidon Anthony  | 25       | csatár      | Burnley             | €9 500 000   | [ 32 ]       |
| Mark Travers    | 26       | kapus       | Everton             | €4 600 000   | [ 33 ]       |
| Joe Rothwell    | 30       | középpályás | Rangers             | €460 000     | [ 34 ]       |
| Neto            | 36       | kapus       | Botafogo            | €0           | [ 35 ]       |
| Daniel Jebbison | 21       | csatár      | Preston North End   | Kölcsönben   | [ 36 ]       |
| Max Aarons      | 25       | hátvéd      | Rangers             | Kölcsönben   | [ 37 ]       |
| Összesen        | Összesen | Összesen    | Összesen            | €229 760 000 | €229 760 000 |

## Brentford

### Nyári átigazolási időszak

#### Érkezők
| Játékos           | Életkor  | Pozíció     | Honnan          | Összeg      | For.        |
| ----------------- | -------- | ----------- | --------------- | ----------- | ----------- |
| Dango Ouattara    | 23       | csatár      | Bournemouth     | €42 800 000 | [ 31 ]      |
| Antoni Milambo    | 20       | középpályás | Feyenoord       | €20 000 000 | [ 38 ]      |
| Michael Kayode    | 20       | hátvéd      | Fiorentina      | €17 500 000 | [ 39 ]      |
| Caoimhín Kelleher | 26       | kapus       | Liverpool       | €14 800 000 | [ 40 ]      |
| Romelle Donovan   | 18       | csatár      | Birmingham City | €3 600 000  | [ 41 ]      |
| Jordan Henderson  | 35       | középpályás | Ajax            | €0          | [ 42 ]      |
| Összesen          | Összesen | Összesen    | Összesen        | €98 700 000 | €98 700 000 |

#### Távozók
| Játékos            | Életkor  | Pozíció     | Honnan               | Összeg       | For.        |
| ------------------ | -------- | ----------- | -------------------- | ------------ | ----------- |
| Bryan Mbeumo       | 25       | csatár      | Brentford            | €75 000 000  | [ 43 ]      |
| Christian Nørgaard | 31       | középpályás | Arsenal              | €11 600 000  | [ 5 ]       |
| Mark Flekken       | 32       | kapus       | Bayer Leverkusen     | €11 000 000  | [ 44 ]      |
| Ben Winterbottom   | 23       | kapus       | Barrow               | €0           | [ 45 ]      |
| Kim Dzsiszu        | 20       | hátvéd      | 1. FC Kaiserslautern | Kölcsönben   | [ 46 ]      |
| Ben Mee            | 35       | hátvéd      | Nincs klubja         | Nincs klubja | [ 47 ]      |
| Josh Dasilva       | 26       | középpályás | Nincs klubja         | Nincs klubja | [ 45 ]      |
| Összesen           | Összesen | Összesen    | Összesen             | €97 600 000  | €97 600 000 |

## Brighton & Hove Albion

### Nyári átigazolási időszak

#### Érkezők
| Játékos                | Életkor  | Pozíció  | Honnan               | Összeg      | For.        |
| ---------------------- | -------- | -------- | -------------------- | ----------- | ----------- |
| Harálambosz Kosztúlasz | 18       | csatár   | Olimbiakósz          | €35 000 000 | [ 48 ]      |
| Maxim De Cuyper        | 24       | hátvéd   | Club Brugge          | €20 000 000 | [ 49 ]      |
| Tom Watson             | 19       | csatár   | Sunderland           | €12 000 000 | [ 50 ]      |
| Diego Coppola          | 21       | hátvéd   | Hellas Verona        | €11 000 000 | [ 51 ]      |
| Jun Tojong             | 18       | csatár   | Tedzson Hana Citizen | €2 000 000  | [ 52 ]      |
| Olivier Boscagli       | 27       | hátvéd   | PSV                  | €0          | [ 53 ]      |
| Összesen               | Összesen | Összesen | Összesen             | €80 000 000 | €80 000 000 |

#### Távozók
| Játékos               | Életkor  | Pozíció     | Hova                 | Összeg                  | For.         |
| --------------------- | -------- | ----------- | -------------------- | ----------------------- | ------------ |
| João Pedro            | 23       | csatár      | Chelsea              | €63 700 000             | [ 54 ]       |
| Simon Adingra         | 23       | csatár      | Sunderland           | €24 400 000             | [ 55 ]       |
| Pervis Estupiñán      | 27       | hátvéd      | Milan                | €17 000 000             | [ 56 ]       |
| Valentín Barco        | 20       | középpályás | Strasbourg           | €10 000 000             | [ 57 ]       |
| Evan Ferguson         | 20       | csatár      | Roma                 | €3 000 000 (kölcsönben) | [ 58 ]       |
| Kjell Scherpen        | 25       | kapus       | Union Saint-Gilloise | €2 000 000              | [ 59 ]       |
| Odeluga Offiah        | 22       | hátvéd      | Preston North End    | €1 600 000              | [ 60 ]       |
| Carl Rushworth        | 24       | kapus       | Coventry City        | Kölcsönben              | [ 61 ]       |
| James Beadle          | 20       | kapus       | Birmingham City      | Kölcsönben              | [ 62 ]       |
| Amario Cozier-Duberry | 20       | csatár      | Bolton Wanderers     | Kölcsönben              | [ 63 ]       |
| Ibrahim Osman         | 20       | csatár      | Auxerre              | Kölcsönben              | [ 64 ]       |
| Jun Tojong            | 18       | csatár      | Excelsior            | Kölcsönben              | [ 65 ]       |
| Eiran Cashin          | 23       | hátvéd      | Birmingham City      | Kölcsönben              | [ 66 ]       |
| Malick Yalcouyé       | 19       | középpályás | Swansea City         | Kölcsönben              | [ 67 ]       |
| Összesen              | Összesen | Összesen    | Összesen             | €121 700 000            | €121 700 000 |

## Burnley

### Nyári átigazolási időszak

#### Érkezők
| Játékos             | Életkor  | Pozíció     | Honnan           | Összeg       | For.         |
| ------------------- | -------- | ----------- | ---------------- | ------------ | ------------ |
| Lesley Ugochukwu    | 21       | középpályás | Chelsea          | €28 700 000  | [ 68 ]       |
| Armando Broja       | 23       | csatár      | Chelsea          | €23 000 000  | [ 69 ]       |
| Loum Tchaouna       | 21       | csatár      | Lazio            | €15 150 000  | [ 70 ]       |
| Bashir Humphreys    | 22       | hátvéd      | Chelsea          | €14 000 000  | [ 32 ]       |
| Marcus Edwards      | 26       | csatár      | Sporting         | €10 000 000  | [ 71 ]       |
| Jaidon Anthony      | 25       | csatár      | Bournemouth      | €9 500 000   | [ 32 ]       |
| Quilindschy Hartman | 23       | hátvéd      | Feyenoord        | €9 000 000   | [ 72 ]       |
| Zian Flemming       | 26       | középpályás | Millwall         | €8 300 000   | [ 32 ]       |
| Kyle Walker         | 35       | hátvéd      | Manchester City  | €5 800 000   | [ 73 ]       |
| Jacob Bruun Larsen  | 26       | csatár      | VfB Stuttgart    | €4 000 000   | [ 74 ]       |
| Max Weiß            | 21       | kapus       | Karlsruher       | €4 000 000   | [ 75 ]       |
| Axel Tuanzebe       | 27       | kapus       | Ipswich Town     | €0           | [ 76 ]       |
| Martin Dúbravka     | 36       | kapus       | Newcastle United | €?           | [ 77 ]       |
| Összesen            | Összesen | Összesen    | Összesen         | €125 650 000 | €125 650 000 |

#### Távozók
| Játékos            | Életkor  | Pozíció     | Hova                | Összeg                | For.        |
| ------------------ | -------- | ----------- | ------------------- | --------------------- | ----------- |
| James Trafford     | 22       | kapus       | Manchester City     | €31 200 000           | [ 78 ]      |
| Han-Noah Massengo  | 24       | középpályás | Augsburg            | €3 000 000            | [ 79 ]      |
| Dara Costelloe     | 21       | csatár      | Wigan Athletic      | €400 000              | [ 80 ]      |
| Andréas Hountondji | 22       | csatár      | FC St. Pauli        | €400 000 (kölcsönben) | [ 81 ]      |
| CJ Egan-Riley      | 22       | hátvéd      | Olympique Marseille | €0                    | [ 32 ]      |
| Shurandy Sambo     | 23       | hátvéd      | Sparta Rotterdam    | Kölcsönben            | [ 82 ]      |
| Owen Dodgson       | 22       | hátvéd      | Stockport County    | Kölcsönben            | [ 83 ]      |
| Oluwaseun Adewumi  | 20       | középpályás | Cercle Brugge       | Kölcsönben            | [ 84 ]      |
| Nathan Redmond     | 31       | csatár      | Nincs klubja        | Nincs klubja          | [ 32 ]      |
| Josh Brownhill     | 29       | középpályás | Nincs klubja        | Nincs klubja          | [ 32 ]      |
| Jonjo Shelvey      | 33       | középpályás | Nincs klubja        | Nincs klubja          | [ 32 ]      |
| Összesen           | Összesen | Összesen    | Összesen            | €35 000 000           | €35 000 000 |

## Chelsea

### Nyári átigazolási időszak

#### Érkezők
| Játékos             | Életkor  | Pozíció     | Honnan                 | Összeg       | For.         |
| ------------------- | -------- | ----------- | ---------------------- | ------------ | ------------ |
| João Pedro          | 23       | csatár      | Brighton & Hove Albion | €63 700 000  | [ 54 ]       |
| Jamie Bynoe-Gittens | 20       | csatár      | Borussia Dortmund      | €56 000 000  | [ 85 ]       |
| Jorrel Hato         | 19       | hátvéd      | Ajax                   | €44 180 000  | [ 86 ]       |
| Liam Delap          | 22       | csatár      | Ipswich Town           | €35 500 000  | [ 87 ]       |
| Estêvão             | 18       | csatár      | Palmeiras              | €34 000 000  | [ 88 ]       |
| Dário Essugo        | 20       | középpályás | Sporting               | €22 270 000  | [ 89 ]       |
| Mamadou Sarr        | 19       | hátvéd      | Strasbourg             | €14 000 000  | [ 90 ]       |
| Kendry Páez         | 18       | középpályás | Independiente          | €10 000 000  | [ 91 ]       |
| Összesen            | Összesen | Összesen    | Összesen               | €279 650 000 | €279 650 000 |

#### Távozók
| Játékos               | Életkor  | Pozíció     | Hova            | Összeg       | For.         |
| --------------------- | -------- | ----------- | --------------- | ------------ | ------------ |
| Noni Madueke          | 23       | csatár      | Arsenal         | €56 000 000  | [ 3 ]        |
| João Félix            | 25       | csatár      | en-Naszr        | €30 000 000  | [ 92 ]       |
| Đorđe Petrović        | 25       | kapus       | Bournemouth     | €28 900 000  | [ 26 ]       |
| Lesley Ugochukwu      | 21       | középpálás  | Burnley         | €28 700 000  | [ 68 ]       |
| Kiernan Dewsbury-Hall | 26       | középpálás  | Everton         | €28 650 000  | [ 93 ]       |
| Armando Broja         | 19       | csatár      | Burnley         | €23 000 000  | [ 69 ]       |
| Mathis Amougou        | 19       | középpályás | Strasbourg      | €14 500 000  | [ 94 ]       |
| Bashir Humphreys      | 22       | hátvéd      | Burnley         | €14 000 000  | [ 32 ]       |
| Kepa Arrizabalaga     | 30       | kapus       | Arsenal         | €5 800 000   | [ 6 ]        |
| Marcus Bettinelli     | 33       | kapus       | Manchester City | €2 400 000   | [ 95 ]       |
| Lucas Bergström       | 22       | kapus       | Mallorca        | €0           | [ 96 ]       |
| Mike Penders          | 19       | kapus       | Strasbourg      | Kölcsönben   | [ 97 ]       |
| Mamadou Sarr          | 19       | hátvéd      | Strasbourg      | Kölcsönben   | [ 98 ]       |
| Kendry Páez           | 18       | középpályás | Strasbourg      | Kölcsönben   | [ 99 ]       |
| Marc Guiu             | 19       | csatár      | Sunderland      | Kölcsönben   | [ 100 ]      |
| Összesen              | Összesen | Összesen    | Összesen        | €231 950 000 | €231 950 000 |

## Crystal Palace

### Nyári átigazolási időszak

#### Érkezők
| Játékos        | Életkor  | Pozíció  | Hova     | Összeg     | For.       |
| -------------- | -------- | -------- | -------- | ---------- | ---------- |
| Borna Sosa     | 27       | hátvéd   | Ajax     | €2 300 000 | [ 101 ]    |
| Walter Benítez | 32       | kapus    | PSV      | €0         | [ 102 ]    |
| Összesen       | Összesen | Összesen | Összesen | €2 300 000 | €2 300 000 |

#### Távozók
| Játékos         | Életkor  | Pozíció     | Hova            | Összeg       | For.       |
| --------------- | -------- | ----------- | --------------- | ------------ | ---------- |
| Malcolm Ebiowei | 21       | csatár      | Blackpool       | €1 150 000   | [ 103 ]    |
| Jeffrey Schlupp | 32       | középpályás | Norwich City    | €0           | [ 104 ]    |
| Luke Plange     | 22       | csatár      | Grasshopper     | €0           | [ 105 ]    |
| Rob Holding     | 29       | hátvéd      | Colorado Rapids | €0           | [ 106 ]    |
| Joe Whitworth   | 21       | kapus       | Exeter City     | Kölcsönben   | [ 107 ]    |
| David Ozoh      | 20       | középpályás | Derby County    | Kölcsönben   | [ 108 ]    |
| Joel Ward       | 35       | hátvéd      | Nincs klubja    | Nincs klubja | [ 109 ]    |
| Összesen        | Összesen | Összesen    | Összesen        | €1 150 000   | €1 150 000 |

## Everton

### Nyári átigazolási időszak

#### Érkezők
| Játékos               | Életkor  | Pozíció     | Hova                    | Összeg      | For.        |
| --------------------- | -------- | ----------- | ----------------------- | ----------- | ----------- |
| Thierno Barry         | 22       | csatár      | Villarreal              | €30 000 000 | [ 110 ]     |
| Kiernan Dewsbury-Hall | 26       | középpályás | Chelsea                 | €28 650 000 | [ 93 ]      |
| Carlos Alcaraz        | 22       | középpályás | Flamengo                | €15 000 000 | [ 111 ]     |
| Adam Aznu             | 19       | hátvéd      | Bayern München          | €9 000 000  | [ 112 ]     |
| Mark Travers          | 26       | kapus       | Bournemouth             | €4 600 000  | [ 33 ]      |
| Tom King              | 30       | kapus       | Wolverhampton Wanderers | €?          | [ 113 ]     |
| Jack Grealish         | 29       | csatár      | Manchester City         | Kölcsönben  | [ 114 ]     |
| Összesen              | Összesen | Összesen    | Összesen                | €87 250 000 | €87 250 000 |

#### Távozók
| Játékos               | Életkor  | Pozíció     | Hova                | Összeg       | For.       |
| --------------------- | -------- | ----------- | ------------------- | ------------ | ---------- |
| Neal Maupay           | 28       | csatár      | Olympique Marseille | €4 000 000   | [ 115 ]    |
| Dominic Calvert-Lewin | 28       | csatár      | Leeds United        | €0           | [ 116 ]    |
| Abdoulaye Doucouré    | 32       | középpályás | Neom                | €0           | [ 117 ]    |
| Asmir Begović         | 38       | kapus       | Leicester City      | €0           | [ 117 ]    |
| Mason Holgate         | 28       | hátvéd      | el-Garáfa SC        | €0           | [ 117 ]    |
| Ashley Young          | 39       | hátvéd      | Ipswich Town        | €0           | [ 117 ]    |
| João Virgínia         | 25       | kapus       | Sporting            | €0           | [ 117 ]    |
| Billy Crellin         | 25       | kapus       | Nincs klubja        | Nincs klubja | [ 117 ]    |
| Összesen              | Összesen | Összesen    | Összesen            | €4 000 000   | €4 000 000 |

## Fulham

### Nyári átigazolási időszak

#### Érkezők
| Játékos          | Életkor  | Pozíció  | Hova        | Összeg   | For.     |
| ---------------- | -------- | -------- | ----------- | -------- | -------- |
| Benjamin Lecomte | 34       | kapus    | Montpellier | €500 000 | [ 118 ]  |
| Összesen         | Összesen | Összesen | Összesen    | €500 000 | €500 000 |

#### Távozók
| Játékos         | Életkor  | Pozíció     | Hova          | Összeg       | For.    |
| --------------- | -------- | ----------- | ------------- | ------------ | ------- |
| Carlos Vinícius | 30       | csatár      | Grêmio        | €0           | [ 119 ] |
| Steven Benda    | 26       | kapus       | Millwall      | Kölcsönben   | [ 120 ] |
| Luke Harris     | 20       | középpályás | Oxford United | Kölcsönben   | [ 121 ] |
| Willian         | 36       | csatár      | Nincs klubja  | Nincs klubja | [ 119 ] |
| Összesen        | Összesen | Összesen    | Összesen      | €0           | €0      |

## Leeds United

### Nyári átigazolási időszak

#### Érkezők
| Játékos               | Életkor  | Pozíció     | Honnan           | Összeg      | For.        |
| --------------------- | -------- | ----------- | ---------------- | ----------- | ----------- |
| Anton Stach           | 26       | középpályás | TSG Hoffenheim   | €20 000 000 | [ 122 ]     |
| Jaka Bijol            | 26       | hátvéd      | Udinese          | €18 000 000 | [ 123 ]     |
| Lucas Perri           | 27       | kapus       | Lyon             | €16 000 000 | [ 124 ]     |
| Sean Longstaff        | 27       | középpályás | Newcastle United | €13 800 000 | [ 125 ]     |
| Gabriel Gudmundsson   | 26       | hátvéd      | Lille            | €11 600 000 | [ 126 ]     |
| Sebastiaan Bornauw    | 26       | hátvéd      | Wolfsburg        | €6 000 000  | [ 127 ]     |
| Dominic Calvert-Lewin | 28       | csatár      | Everton          | €0          | [ 116 ]     |
| Lukas Nmecha          | 26       | csatár      | Wolfsburg        | €0          | [ 128 ]     |
| Összesen              | Összesen | Összesen    | Összesen         | €85 400 000 | €85 400 000 |

#### Távozók
| Játékos           | Életkor  | Pozíció     | Hova                | Összeg       | For.       |
| ----------------- | -------- | ----------- | ------------------- | ------------ | ---------- |
| Rasmus Kristensen | 27       | hátvéd      | Eintracht Frankfurt | €6 000 000   | [ 129 ]    |
| Junior Firpo      | 28       | hátvéd      | Real Betis          | €0           | [ 130 ]    |
| Maximilian Wöber  | 27       | hátvéd      | Werder Bremen       | Kölcsönben   | [ 131 ]    |
| Mateo Joseph      | 21       | csatár      | Mallorca            | Kölcsönben   | [ 132 ]    |
| Joe Gelhardt      | 23       | csatár      | Hull City           | Kölcsönben   | [ 133 ]    |
| Charlie Crew      | 19       | középpályás | Doncaster Rovers    | Kölcsönben   | [ 134 ]    |
| Josuha Guilavogui | 34       | középpályás | Nincs klubja        | Nincs klubja | [ 135 ]    |
| Összesen          | Összesen | Összesen    | Összesen            | €6 000 000   | €6 000 000 |

## Liverpool

### Nyári átigazolási időszak

#### Érkezők
| Játékos          | Életkor  | Pozíció     | Honnan              | Összeg       | For.         |
| ---------------- | -------- | ----------- | ------------------- | ------------ | ------------ |
| Florian Wirtz    | 22       | középpályás | Bayer Leverkusen    | €125 000 000 | [ 136 ]      |
| Hugo Ekitiké     | 23       | csatár      | Eintracht Frankfurt | €90 000 000  | [ 137 ]      |
| Kerkez Milos     | 21       | hátvéd      | Bournemouth         | €46 900 000  | [ 30 ]       |
| Jeremie Frimpong | 24       | hátvéd      | Bayer Leverkusen    | €40 000 000  | [ 138 ]      |
| Giovanni Leoni   | 18       | hátvéd      | Parma               | €31 000 000  | [ 139 ]      |
| Pécsi Ármin      | 20       | kapus       | Puskás Akadémia     | €1 780 000   | [ 140 ]      |
| Freddie Woodman  | 28       | kapus       | Preston North End   | €0           | [ 141 ]      |
| Összesen         | Összesen | Összesen    | Összesen            | €334 680 000 | €334 680 000 |

#### Távozók
| Játékos                | Életkor  | Pozíció     | Hova                 | Összeg       | For.         |
| ---------------------- | -------- | ----------- | -------------------- | ------------ | ------------ |
| Luis Díaz              | 28       | csatár      | Bayern München       | €70 000 000  | [ 142 ]      |
| Darwin Núñez           | 26       | csatár      | el-Hilál             | €53 000 000  | [ 143 ]      |
| Jarell Quansah         | 22       | hátvéd      | Bayer Leverkusen     | €35 000 000  | [ 144 ]      |
| Caoimhín Kelleher      | 26       | kapus       | Brentford            | €14 800 000  | [ 40 ]       |
| Trent Alexander-Arnold | 26       | hátvéd      | Real Madrid          | €10 000 000  | [ 145 ]      |
| Tyler Morton           | 22       | középpályás | Olympique Lyonnais   | €10 000 000  | [ 146 ]      |
| Nat Phillips           | 28       | hátvéd      | West Bromwich Albion | €3 500 000   | [ 147 ]      |
| Vítězslav Jaroš        | 23       | kapus       | Ajax                 | Kölcsönben   | [ 148 ]      |
| Harvey Davies          | 21       | kapus       | Crawley Town         | Kölcsönben   | [ 149 ]      |
| Összesen               | Összesen | Összesen    | Összesen             | €196 300 000 | €196 300 000 |

## Manchester City

### Nyári átigazolási időszak

#### Érkezők
| Játékos           | Életkor  | Pozíció     | Honnan                  | Összeg       | For.         |
| ----------------- | -------- | ----------- | ----------------------- | ------------ | ------------ |
| Tijjani Reijnders | 26       | középpáylás | Milan                   | €55 000 000  | [ 150 ]      |
| Raján Aít-Núri    | 24       | hátvéd      | Wolverhampton Wanderers | €36 800 000  | [ 151 ]      |
| Rayan Cherki      | 21       | csatár      | Olympique Lyonnais      | €36 500 000  | [ 152 ]      |
| James Trafford    | 22       | kapus       | Burnley                 | €31 200 000  | [ 78 ]       |
| Sverre Nypan      | 18       | középpályás | Rosenborg               | €15 000 000  | [ 153 ]      |
| Marcus Bettinelli | 33       | kapus       | Chelsea                 | €2 400 000   | [ 95 ]       |
| Összesen          | Összesen | Összesen    | Összesen                | €176 900 000 | €176 900 000 |

#### Távozók
| Játékos         | Életkor  | Pozíció     | Hova              | Összeg       | For.        |
| --------------- | -------- | ----------- | ----------------- | ------------ | ----------- |
| James McAtee    | 22       | középpályás | Nottingham Forest | €25 500 000  | [ 154 ]     |
| Yan Couto       | 23       | hátvéd      | Borussia Dortmund | €20 000 000  | [ 155 ]     |
| Máximo Perrone  | 22       | középpályás | Como              | €13 000 000  | [ 156 ]     |
| Kyle Walker     | 35       | hátvéd      | Burnley           | €5 800 000   | [ 73 ]      |
| Kevin De Bruyne | 34       | középpályás | Napoli            | €0           | [ 157 ]     |
| Juma Bah        | 19       | hátvéd      | Nice              | Kölcsönben   | [ 158 ]     |
| Vitor Reis      | 19       | hátvéd      | Girona            | Kölcsönben   | [ 159 ]     |
| Jack Grealish   | 29       | csatár      | Everton           | Kölcsönben   | [ 114 ]     |
| Scott Carson    | 39       | kapus       | Nincs klubja      | Nincs klubja | [ 160 ]     |
| Összesen        | Összesen | Összesen    | Összesen          | €58 500 000  | €58 500 000 |

## Manchester United

### Nyári átigazolási időszak

#### Érkezők
| Játékos         | Életkor  | Pozíció  | Honnan                  | Összeg       | For.         |
| --------------- | -------- | -------- | ----------------------- | ------------ | ------------ |
| Benjamin Šeško  | 22       | csatár   | RB Leipzig              | €76 500 000  | [ 161 ]      |
| Bryan Mbeumo    | 25       | csatár   | Brentford               | €75 000 000  | [ 43 ]       |
| Matheus Cunha   | 26       | csatár   | Wolverhampton Wanderers | €74 200 000  | [ 162 ]      |
| Diego León      | 18       | hátvéd   | Cerro Porteño           | €4 000 000   | [ 163 ]      |
| Enzo Kana-Biyik | 18       | csatár   | Le Havre                | €0           | [ 164 ]      |
| Összesen        | Összesen | Összesen | Összesen                | €229 700 000 | €229 700 000 |

#### Távozók
| Játékos           | Életkor  | Pozíció     | Hova                 | Összeg       | For.    |
| ----------------- | -------- | ----------- | -------------------- | ------------ | ------- |
| Marcus Rashford   | 27       | csatár      | Barcelona            | Kölcsönben   | [ 165 ] |
| Toby Collyer      | 21       | középpályás | West Bromwich Albion | Kölcsönben   | [ 166 ] |
| Enzo Kana-Biyik   | 18       | csatár      | Lausanne-Sport       | Kölcsönben   | [ 164 ] |
| Dan Gore          | 20       | középpályás | Rotherham United     | Kölcsönben   | [ 167 ] |
| Ethan Wheatley    | 19       | csatár      | Northampton Town     | Kölcsönben   | [ 168 ] |
| Christian Eriksen | 33       | középpályás | Nincs klubja         | Nincs klubja | [ 169 ] |
| Victor Lindelöf   | 30       | hátvéd      | Nincs klubja         | Nincs klubja | [ 169 ] |
| Jonny Evans       | 37       | hátvéd      | Visszavonult         | Visszavonult | [ 169 ] |
| Összesen          | Összesen | Összesen    | Összesen             | €0           | €0      |

## Newcastle United

### Nyári átigazolási időszak

#### Érkezők
| Játékos         | Életkor  | Pozíció  | Honnan            | Összeg                  | For.         |
| --------------- | -------- | -------- | ----------------- | ----------------------- | ------------ |
| Anthony Elanga  | 23       | csatár   | Nottingham Forest | €61 400 000             | [ 170 ]      |
| Malick Thiaw    | 24       | hátvéd   | Milan             | €35 000 000             | [ 171 ]      |
| Aaron Ramsdale  | 27       | kapus    | Southampton       | €4 600 000 (kölcsönben) | [ 172 ]      |
| Antonio Cordero | 18       | csatár   | Málaga            | €0                      | [ 173 ]      |
| Összesen        | Összesen | Összesen | Összesen          | €101 000 000            | €101 000 000 |

#### Távozók
| Játékos               | Életkor  | Pozíció     | Hova            | Összeg       | For.        |
| --------------------- | -------- | ----------- | --------------- | ------------ | ----------- |
| Lloyd Kelly           | 26       | hátvéd      | Juventus        | €17 200 000  | [ 174 ]     |
| Sean Longstaff        | 27       | középpályás | Leeds United    | €13 800 000  | [ 125 ]     |
| Callum Wilson         | 33       | csatár      | West Ham United | €0           | [ 175 ]     |
| Martin Dúbravka       | 36       | kapus       | Burnley         | €?           | [ 77 ]      |
| Antonio Cordero       | 18       | csatár      | Westerlo        | Kölcsönben   | [ 176 ]     |
| Joe White             | 22       | középpályás | Leyton Orient   | Kölcsönben   | [ 177 ]     |
| Odiszéasz Vlahodímosz | 31       | kapus       | Sevilla         | Kölcsönben   | [ 178 ]     |
| Jamal Lewis           | 27       | hátvéd      | Nincs klubja    | Nincs klubja | [ 179 ]     |
| Isaac Hayden          | 30       | középpályás | Nincs klubja    | Nincs klubja | [ 179 ]     |
| John Ruddy            | 38       | kapus       | Nincs klubja    | Nincs klubja | [ 179 ]     |
| Összesen              | Összesen | Összesen    | Összesen        | €31 000 000  | €31 000 000 |

## Nottingham Forest

### Nyári átigazolási időszak

#### Érkezők
| Játékos          | Életkor  | Pozíció     | Hova            | Összeg       | For.         |
| ---------------- | -------- | ----------- | --------------- | ------------ | ------------ |
| Omari Hutchinson | 21       | középpályás | Ipswich Town    | €43 400 000  | [ 180 ]      |
| Dan Ndoye        | 24       | csatár      | Bologna         | €42 000 000  | [ 181 ]      |
| James McAtee     | 22       | középpályás | Manchester City | €25 500 000  | [ 154 ]      |
| Igor Jesus       | 24       | csatár      | Botafogo        | €19 000 000  | [ 182 ]      |
| Jair Cunha       | 20       | középpályás | Botafogo        | €12 000 000  | [ 183 ]      |
| Angus Gunn       | 29       | kapus       | Norwich City    | €0           | [ 184 ]      |
| Összesen         | Összesen | Összesen    | Összesen        | €141 900 000 | €141 900 000 |

#### Távozók
| Játékos            | Életkor  | Pozíció     | Hova               | Összeg      | For.        |
| ------------------ | -------- | ----------- | ------------------ | ----------- | ----------- |
| Anthony Elanga     | 23       | csatár      | Newcastle United   | €61 400 000 | [ 170 ]     |
| Ramón Sosa         | 25       | csatár      | Palmeiras          | €12 500 000 | [ 185 ]     |
| Andrew Omobamidele | 23       | hátvéd      | Strasbourg         | €10 500 000 | [ 186 ]     |
| Matt Turner        | 31       | kapus       | Olympique Lyonnais | €8 000 000  | [ 187 ]     |
| Lewis O′Brien      | 26       | középpályás | Wrexham            | €3 470 000  | [ 188 ]     |
| Jonathan Panzo     | 24       | hátvéd      | Rio Ave            | €0          |             |
| Harry Toffolo      | 29       | hátvéd      | Charlotte FC       | €0          | [ 189 ]     |
| Tyler Bindon       | 20       | hátvéd      | Sheffield United   | Kölcsönben  | [ 190 ]     |
| Összesen           | Összesen | Összesen    | Összesen           | €95 870 000 | €95 870 000 |

## Sunderland

### Nyári átigazolási időszak

#### Érkezők
| Játékos              | Életkor  | Pozíció     | Hova                   | Összeg       | For.         |
| -------------------- | -------- | ----------- | ---------------------- | ------------ | ------------ |
| Habib Diarra         | 21       | középpályás | Strasbourg             | €31 500 000  | [ 191 ]      |
| Simon Adingra        | 23       | csatár      | Brighton & Hove Albion | €24 400 000  | [ 55 ]       |
| Enzo Le Fée          | 25       | középpályás | Roma                   | €23 000 000  | [ 192 ]      |
| Semszeddín et-Talbín | 20       | csatár      | Club Brugge            | €20 000 000  | [ 193 ]      |
| Noah Sadiki          | 20       | középpályás | Union Saint-Gilloise   | €17 000 000  | [ 194 ]      |
| Granit Xhaka         | 32       | középpályás | Bayer Leverkusen       | €15 000 000  | [ 195 ]      |
| Omar Alderete        | 28       | hátvéd      | Getafe                 | €11 600 000  | [ 196 ]      |
| Robin Roefs          | 22       | kapus       | N.E.C.                 | €10 500 000  | [ 197 ]      |
| Reinildo Mandava     | 31       | hátvéd      | Atlético Madrid        | €0           | [ 198 ]      |
| Arthur Masuaku       | 31       | hátvéd      | Beşiktaş               | €0           | [ 199 ]      |
| Marc Guiu            | 19       | csatár      | Chelsea                | Kölcsönben   | [ 100 ]      |
| Összesen             | Összesen | Összesen    | Összesen               | €153 000 000 | €153 000 000 |

#### Távozók
| Játékos         | Életkor  | Pozíció     | Hova                   | Összeg      | For.        |
| --------------- | -------- | ----------- | ---------------------- | ----------- | ----------- |
| Jobe Bellingham | 19       | középpályás | Borussia Dortmund      | €30 500 000 | [ 200 ]     |
| Tom Watson      | 19       | csatár      | Brighton & Hove Albion | €12 000 000 | [ 50 ]      |
| Pierre Ekwah    | 23       | középpályás | Saint-Étienne          | €6 000 000  | [ 201 ]     |
| Nathan Bishop   | 25       | kapus       | AFC Wimbledon          | €?          | [ 202 ]     |
| Adil Aouchiche  | 22       | középpályás | Aberdeen               | Kölcsönben  | [ 203 ]     |
| Összesen        | Összesen | Összesen    | Összesen               | €48 500 000 | €48 500 000 |

## Tottenham Hotspur

### Nyári átigazolási időszak

#### Érkezők
| Játékos        | Életkor  | Pozíció     | Honnan             | Összeg                  | For.         |
| -------------- | -------- | ----------- | ------------------ | ----------------------- | ------------ |
| Mohammed Kudus | 24       | csatár      | West Ham United    | €63 800 000             | [ 204 ]      |
| Mathys Tel     | 20       | csatár      | Bayern München     | €35 000 000             | [ 205 ]      |
| Kevin Danso    | 26       | hátvéd      | Lens               | €25 000 000             | [ 206 ]      |
| Luka Vušković  | 18       | hátvéd      | Hajduk Split       | €11 000 000             | [ 207 ]      |
| Takai Kóta     | 20       | hátvéd      | Kavaszaki Frontale | €5 800 000              | [ 208 ]      |
| João Palhinha  | 30       | középpályás | Bayern München     | €5 000 000 (kölcsönben) | [ 209 ]      |
| Összesen       | Összesen | Összesen    | Összesen           | €145 600 000            | €145 600 000 |

#### Távozók
| Játékos               | Életkor  | Pozíció     | Honnan              | Összeg       | For.        |
| --------------------- | -------- | ----------- | ------------------- | ------------ | ----------- |
| Szon Hungmin          | 33       | csatár      | Los Angeles FC      | €22 000 000  | [ 210 ]     |
| Pierre-Emile Højbjerg | 29       | középpályás | Olympique Marseille | €13 500 000  | [ 211 ]     |
| Alfie Devine          | 21       | középpályás | Preston North End   | Kölcsönben   | [ 212 ]     |
| Jang Minjog           | 19       | csatár      | Portsmouth          | Kölcsönben   | [ 213 ]     |
| Alejo Véliz           | 21       | csatár      | Rosario Central     | Kölcsönben   | [ 214 ]     |
| Mikey Moore           | 17       | csatár      | Rangers             | Kölcsönben   | [ 215 ]     |
| Fraser Forster        | 37       | kapus       | Nincs klubja        | Nincs klubja | [ 216 ]     |
| Sergio Reguilón       | 28       | hátvéd      | Nincs klubja        | Nincs klubja | [ 216 ]     |
| Alfie Whiteman        | 26       | kapus       | Nincs klubja        | Nincs klubja | [ 216 ]     |
| Összesen              | Összesen | Összesen    | Összesen            | €35 500 000  | €35 500 000 |

## West Ham United

### Nyári átigazolási időszak

#### Érkezők
| Játékos               | Életkor  | Pozíció     | Honnan           | Összeg      | For.        |
| --------------------- | -------- | ----------- | ---------------- | ----------- | ----------- |
| Jean-Clair Todibo     | 25       | hátvéd      | Nice             | €40 000 000 | [ 217 ]     |
| El Hadji Malick Diouf | 20       | középpályás | Slavia Praha     | €22 000 000 | [ 218 ]     |
| Mads Hermansen        | 25       | kapus       | Leicester City   | €20 800 000 | [ 219 ]     |
| Callum Wilson         | 33       | csatár      | Newcastle United | €0          | [ 175 ]     |
| Kyle Walker-Peters    | 28       | hátvéd      | Southampton      | €0          | [ 220 ]     |
| Összesen              | Összesen | Összesen    | Összesen         | €82 800 000 | €82 800 000 |

#### Távozók
| Játékos          | Életkor  | Pozíció  | Honnan            | Összeg       | For.        |
| ---------------- | -------- | -------- | ----------------- | ------------ | ----------- |
| Mohammed Kudus   | 24       | csatár   | Tottenham Hotspur | €63 800 000  | [ 204 ]     |
| Aaron Cresswell  | 35       | hátvéd   | Stoke City        | €0           | [ 221 ]     |
| Vladimír Coufal  | 32       | hátvéd   | TSG Hoffenheim    | €0           | [ 221 ]     |
| Kaelan Casey     | 20       | hátvéd   | Swansea City      | Kölcsönben   | [ 222 ]     |
| Łukasz Fabiański | 40       | kapus    | Nincs klubja      | Nincs klubja | [ 221 ]     |
| Danny Ings       | 32       | csatár   | Nincs klubja      | Nincs klubja | [ 221 ]     |
| Kurt Zouma       | 30       | hátvéd   | Nincs klubja      | Nincs klubja | [ 221 ]     |
| Michail Antonio  | 35       | csatár   | Nincs klubja      | Nincs klubja | [ 223 ]     |
| Összesen         | Összesen | Összesen | Összesen          | €63 800 000  | €63 800 000 |

## Wolverhampton Wanderers

### Nyári átigazolási időszak

#### Érkezők
| Játékos              | Életkor  | Pozíció  | Honnan     | Összeg      | For.        |
| -------------------- | -------- | -------- | ---------- | ----------- | ----------- |
| Jørgen Strand Larsen | 25       | csatár   | Celta Vigo | €27 000 000 | [ 224 ]     |
| Fer López            | 21       | csatár   | Celta Vigo | €23 000 000 | [ 225 ]     |
| Jhon Arias           | 27       | csatár   | Fluminense | €17 000 000 | [ 226 ]     |
| David Møller Wolfe   | 23       | hátvéd   | AZ         | €12 000 000 | [ 227 ]     |
| Összesen             | Összesen | Összesen | Összesen   | €79 000 000 | €79 000 000 |

#### Távozók
| Játékos          | Életkor  | Pozíció     | Hova              | Összeg       | For.         |
| ---------------- | -------- | ----------- | ----------------- | ------------ | ------------ |
| Matheus Cunha    | 26       | csatár      | Manchester United | €74 200 000  | [ 162 ]      |
| Raján Aít-Núri   | 24       | hátvéd      | Manchester City   | €36 800 000  | [ 151 ]      |
| Gonçalo Guedes   | 28       | csatár      | Real Sociedad     | €4 000 000   | [ 228 ]      |
| Pablo Sarabia    | 33       | csatár      | el-Arabi          | €0           | [ 229 ]      |
| Chiquinho        | 25       | csatár      | Alverca           | €0           | [ 230 ]      |
| Nélson Semedo    | 31       | hátvéd      | Fenerbahçe        | €0           | [ 231 ]      |
| Chem Campbell    | 22       | középpályás | Stevenage         | €?           | [ 232 ]      |
| Tom King         | 30       | kapus       | Everton           | €?           | [ 113 ]      |
| Joe Hodge        | 22       | közéépályás | Tondela           | €?           | [ 233 ]      |
| Bastien Meupiyou | 19       | hátvéd      | Alverca           | €?           | [ 234 ]      |
| Tommy Doyle      | 23       | középpályás | Birmingham City   | Kölcsönben   | [ 235 ]      |
| Boubacar Traoré  | 23       | középpályás | Metz              | Kölcsönben   | [ 236 ]      |
| Craig Dawson     | 35       | hátvéd      | Nincs klubja      | Nincs klubja | [ 237 ]      |
| Összesen         | Összesen | Összesen    | Összesen          | €115 000 000 | €115 000 000 |